# Daniel Johnson
Daniel Johnson (1767–1835) foi um cirurgião britânico em Bengala , conhecido também como escritor sobre esportes de campo indianos .
Os avós paternos de Johnson eram o Rev. Samuel Johnson (falecido em 1745), vigário de Great Torrington , Devon, e sua esposa Jane Skinner. Ele foi nomeado cirurgião assistente no serviço médico de Bengala em 22 de janeiro de 1789. Foi promovido a cirurgião em 11 de março de 1805 e aposentou-se do serviço em 1809, estabelecendo-se em Great Torrington. Ele morreu lá em 12 de setembro de 1835, aos 68 anos.
Johnson publicou em 1822, com a ajuda da jovem filha do livreiro local, " Sketches of Indian Field-Sports" (Esboços de Esportes de Campo Indianos) . O livro foi dedicado à Corte de Diretores da Companhia das Índias Orientais ; em 1827, ele lançou uma segunda edição, com um novo capítulo sobre "Caça ao Javali". 
Em 1823, ele publicou, também em Great Torrington, Observações sobre resfriados, febres e outras doenças , com prescrições. 